# Перло (Валле-д’Аоста)
Перло (фр. Perloz) — коммуна в Италии, располагается в автономном регионе Валле-д’Аоста.
Население составляет 480 человек (2008 г.), плотность населения составляет 21 чел./км². Занимает площадь 23 км². Почтовый индекс — 11002. Телефонный код — 0125.
Покровителем коммуны почитается Иисус Христос, празднование 14 января.

## Демография
Динамика населения:

## Галерея
- Вид на Перло из деревни Тур-д'Эрэра (фр. Tour-d'Héréraz)
- Панорама с деревни Bioley
- Деревня Марин (фр. Marine)
- Башня tour d'Hérères
- Замок Валэз
- Замок Шарль
- Приходская церковь. На фасаде фреска Страшный суд (1677), работа Бернардино Ферерио.
- Санктуарий Богоматери Хранительницы
- Мост Моретт (фр. pont de la Morette)
- Цветение "пиона лекарственного" на перевале Col de Fenêtre
- Старинный Осоко́рь, деревня Pessé